# Wilhelm von Tresckow
Karl Wilhelm Ferdinand von Tresckow (* 23. Oktober 1788 in Breslau; † 30. August 1874 in Neisse) war ein preußischer Generalleutnant.

## Leben

### Herkunft
Sein Großvater Joachim Christian von Tresckow war bereits Generalleutnant unter König Friedrich II. Wilhelm war ein Sohn des Oberbürgermeisters von Breslau Friedrich Heinrich von Tresckow (1752–1804) und dessen Ehefrau Elisabeth, geborene von Wostrowsky (1757–1831).

### Militärkarriere
Tresckow trat am 1. Februar 1803 als Gefreitenkorporal in das Infanterieregiment „Fürst Hohenlohe“ der Preußischen Armee ein und avancierte Anfang Oktober 1805 zum Fähnrich. Im Vierten Koalitionskrieg geriet er in der Schlacht bei Jena in Gefangenschaft und schied nach dem Krieg am 11. Juni 1811 als Sekondeleutnant aus dem Militärdienst aus.
Im Vorfeld der Befreiungskriege wurde Tresckow am 11. April 1813 als Sekondeleutnant in der Garde-Volontär-Kosacken-Eskadron der Armee wieder angestellt und Mitte September 1813 dem Ostpreußischen Kürassier-Regiment aggregiert. Er kämpfte in den Schlachten bei Großgörschen, Dresden, Kulm, Leipzig, Laon und Paris sowie in den Gefechten bei Etoges, Gue a Creme, Sezanne, Claye und der Belagerung von Luxemburg.
Am 29. März 1815 wurde er in das 1. Kürassier-Regiment versetzt. Bis Mitte Juli 1818 stieg Tresckow zum Rittmeister und Eskadronchef auf. Am 16. Juni 1832 erfolgte seine Beförderung zum Major und anlässlich der Revue von Kalisch erhielt er Mitte September 1835 den Orden des Heiligen Wladimir II. Klasse. Am 26. März 1841 beauftragte man ihn mit der Führung des 1. Kürassier-Regiments, beförderte Tresckow am 12. September 1741 zum Oberstleutnant und ernannte ihn zeitgleich zum Regimentskommandeur. In dieser Stellung erhielt er am 1. Dezember 1842 das Kommandeurkreuz des Hausordens vom Weißen Falken. Am 30. März 1844 erfolgte seine Beförderung zum Oberst und am 18. März 1848 kam Tresckow als Kommandeur der 12. Kavallerie-Brigade nach Neisse, zudem wurde er am 18. März 1848 dem 1. Kürassier-Regiment aggregiert. Am 4. April 1850 bekam er seine Beförderung zum Generalmajor und am 4. Januar 1853 den Roten Adlerorden II. Klasse mit Eichenlaub. Unter Verleihung des Charakters als Generalleutnant nahm er am 11. Mai 1854 seinen Abschied mit Pension. Er starb am 30. August 1874 in Neisse.
In seiner Beurteilung aus dem Dezember 1847 steht: „Ein Kommandeur von der Front, wie man ihn nur wünschen Kann. Selbst guter Reiter, exerziert er mit Sicherheit und Eleganz und bei jeder Besichtigung erfreut er sich des vollen Beifalls seiner Vorgesetzten. Gerne gedenke ich bei dieser Veranlassung der letzten Königs Revue und des von Seiten des Prinzen von Preußen wiederholt gegen mich ausgesprochenen Lobes. Auch befindet sich das Regiment in einem vorzüglichen Zustande. Die Bekleidung läßt nichts zu wünschen übrig. Anständig, häuslich in seinen Verhältnissen und streng dienstlich.“

### Familie
Tresckow heiratete am 15. Juli 1811 in Schrabendorf Henriette von Stoessel (1783–1824) aus dem Hause Gläsersdorf. Das Paar hatte mehrere Kinder:
- Gustav (* 1812)
- Anna Wilhelmine Barbara Charlotte Julie Konstanze Henriette (* 1814)
- Konstantin Ernst Wilhelm Moritz Heinrich Leopold (* 1817)
- Otto (1819–1868), Rittmeister a. D.
- Melanie Elisabeth Amalie (1821–1890)

Nach dem Tod seiner ersten Frau heiratete er am 23. Oktober 1827 in Breslau Auguste Freiin von Stosch (1802–1877). Das Paar hatte mehrere Kinder:
- Wilhelmine Auguste Friederike Elisabeth (* 1828) ⚭ 1857 Hugo Laschinski († 1858), Hauptmann
- Anna Henriette (1831–1919) ⚭ 1861 Karl von Tresckow (1829–1889)[3], preußischer Generalleutnant, Eltern von Hans von Tresckow
- Heinrich Friedrich Ferdinand (1833–1903) ⚭ 1858 Marie Wolle
- Karl Heinrich Guido (1835–1878) ⚭ 26. Juni 1877 Katharina Pollack (* 1850)[4]
- Emilie Antonie Elisabeth (* 1839)
- Hans Alexander (1841–1870), preußischer Hauptmann, der seiner Verletzung in der Schlacht bei Wörth verstarb ⚭ 1868 Sophie Ernestine Karoline Klara Ottilie von Osterhausen (* 1843)